# Katholisches Pfarrhaus (Hofgeismar)

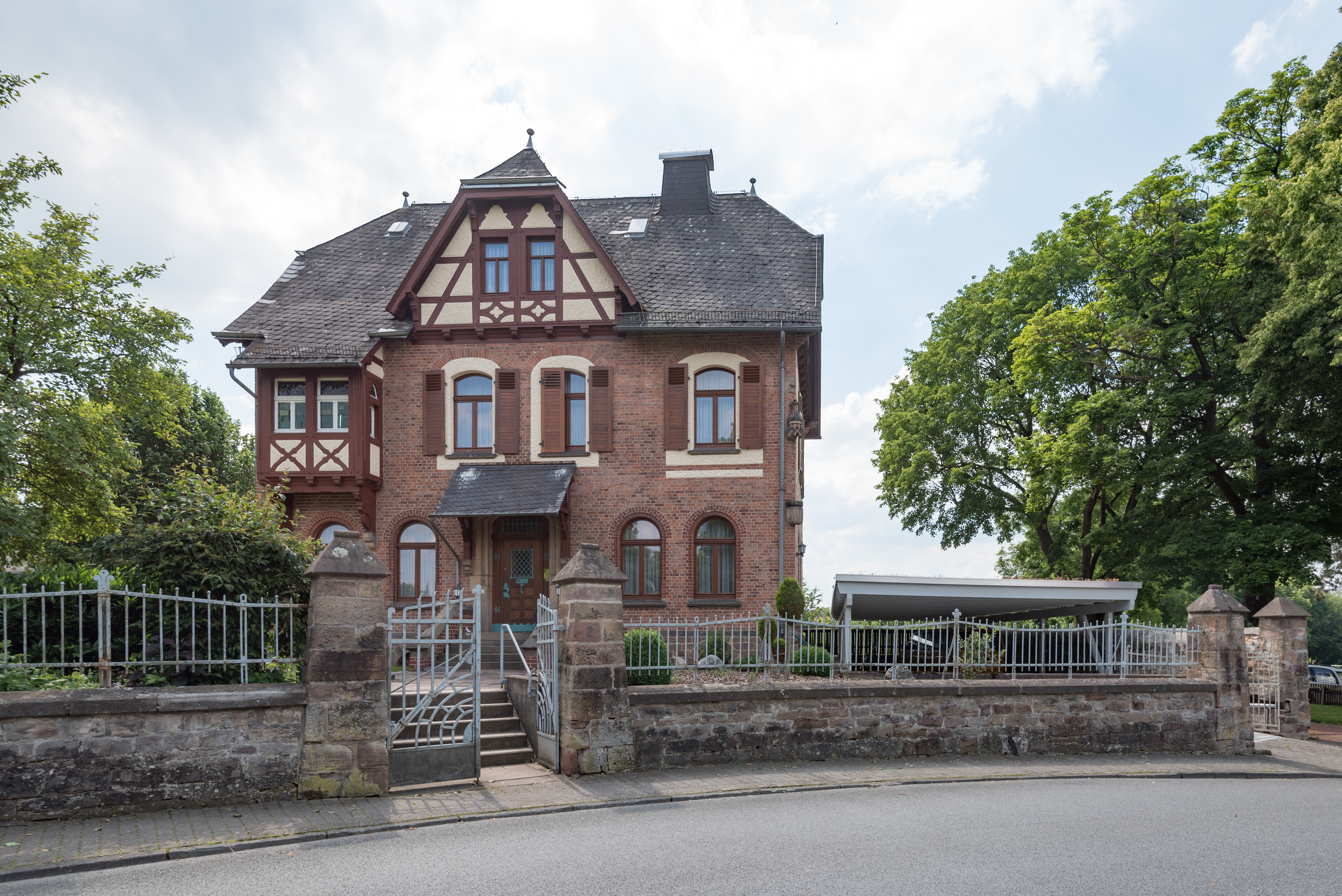
Katholisches Pfarrhaus in Hofgeismar

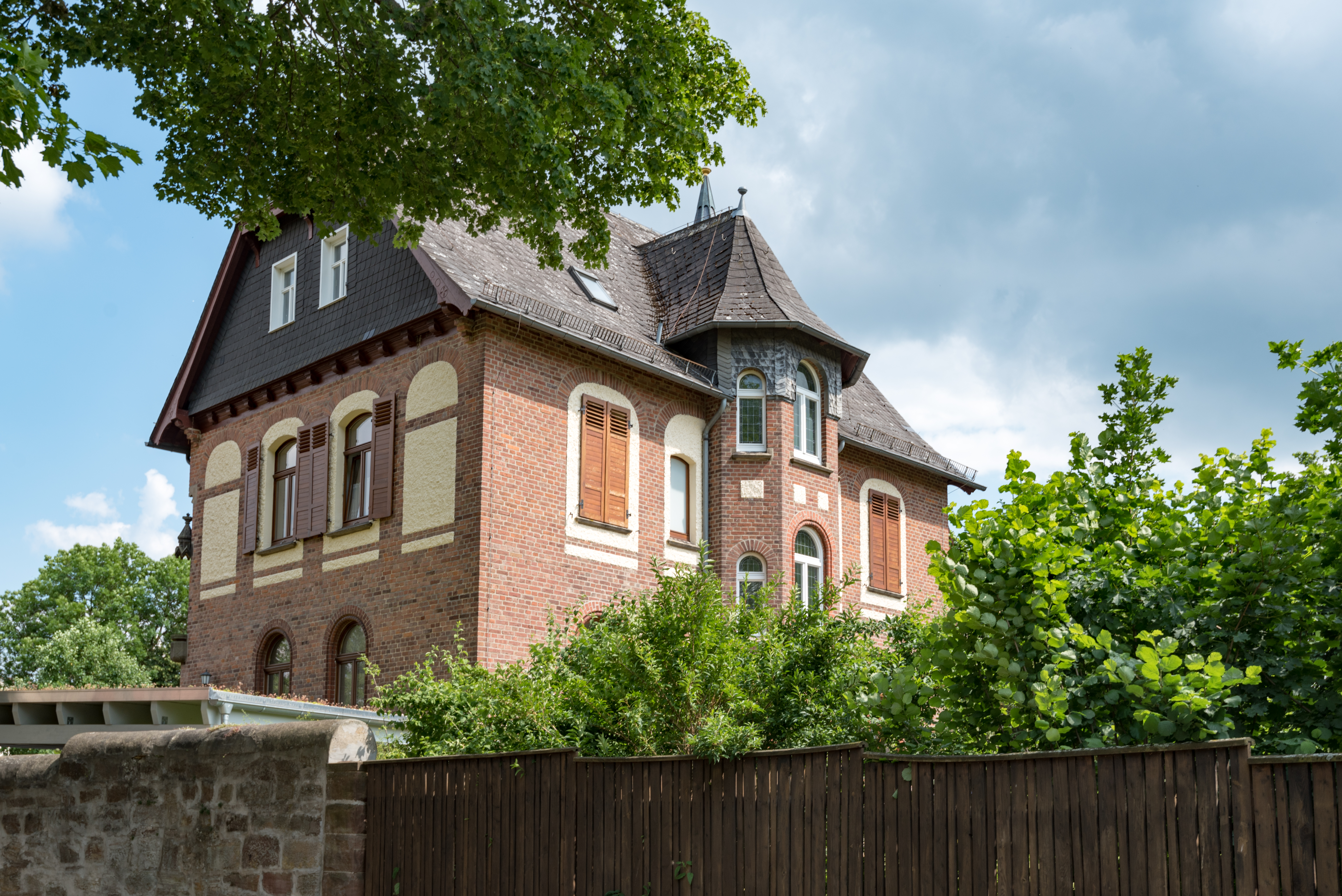
Gartenseite

Das katholische Pfarrhaus in Hofgeismar, einer Stadt im Landkreis Kassel in Nordhessen, wurde 1906 errichtet. Das Pfarrhaus an der Dragonerstraße 2 ist ein geschütztes Kulturdenkmal.
Der zweigeschossige Bau wurde nach Plänen des Architekten Langenberg errichtet. Das Krüppelwalmdach wird an der Straßenseite von einem Zwerchhaus mit Zwillingsfenster durchbrochen. Auf der Rückseite besteht ein polygonaler Risalit. An der Straßenseite ist im Obergeschoss ein seitlicher Fachwerkerker zu sehen, der auf hölzernen Konsolen vorkragt. 
Alle Erdgeschossfenster sind rundbogig, die Fenster im Obergeschoss sind mit Segmentbogen und Putzrahmung versehen. In der Mitte des Gebäudes ist der Eingang mit Pultdach. Das Portal ist mit profilierter Sandsteinumrahmung gestaltet.   
Die Einfriedung mit Staketenzaun stammt aus der Erbauungszeit.